# Chevrolet Uplander
La Chevrolet Uplander è un'autovettura del tipo monovolume prodotta dalla casa automobilistica statunitense Chevrolet dal 2004 al 2008 e commercializzata dal 2005 al 2009.

## Caratteristiche
La Uplander, come per la sua antenata Venture, era costruita sul pianale U del gruppo GM, ed era assemblata a Doraville in Georgia, venendo venduta in Messico, USA, Canada,  Cile e Medio Oriente.
Come per le altre vetture del gruppo GM, la Uplander era dotata del sistema satellitare OnStar. Nella versione più accessoriata era presente anche un navigatore satellitare e gli airbag laterali. Era inoltre provvista di un cambio automatico a 4 rapporti, trazione anteriore e come optional era disponibile una versione a trazione integrale. Oltre alla versione a passo corto c'erano anche una versione a passo lungo e una versione cargo.

## Storia
La vettura che fu introdotta sul mercato nel 2005, condivideva molta componentistica con la Buick Terraza, Pontiac Montana e Saturn Relay. Rimase in produzione fino al 26 settembre 2008, quando come annunciato dal gruppo GM il 21 novembre 2005, lo stabilimento di Doraville venne chiuso. A causa dei risultati di vendita sotto le aspettative, la Uplander fu tolta dai listini americani, rimanendo però in commercio all'estero fino all'anno successivo. Successivamente, il gruppo GM abbandonò definitivamente il settore dei minivan, per poi puntare a quello dei SUV, e a sostituzione della Uplander fu introdotto la Traverse.

### Motorizzazioni
All'inizio della sua carriera commerciale, la Uplander era disponibile nell'unica motorizzazione benzina da 3,5 litri a 6 cilindri in grado di erogare fino a 200 CV di potenza e 300 Nm di coppia; tale motorizzazione fu disponibile fino al 2007. Dal 2005 quest'ultima fu affiancata da una motorizzazione più potente da 3.9 litri sempre V6 denominata LZ9 con 240 CV e 332 Nm; in seguito questo propulsore divenne la motorizzazione di base dopo l'uscita dai listini della 3,5 litri V6. Era disponibile inoltre anche una versione Flex. Tutte le motorizzazioni erano condivise anche con le vetture del gruppo GM.

## Sicurezza
L'Insurance Institute for Highway Safety ha sottoposto la vettura ai consueti crash test, ottenendo buoni risultati per quanto riguarda la sicurezza nell'impatto frontale, ma risultati scarsi per quanto riguarda i poggiatesta e i sedili.